# Autonoma lastfartyg
Autonoma lastfartyg (en: Maritime Autonomous Surface Ships, MASS), är fartyg som transporterar antingen containrar eller bulklast över vatten med lite, eller ingen, mänsklig interaktion. Olika metoder och nivåer av autonomi kan åstadkommas genom övervakning och radiostyrning, antingen från ett bemannat fartyg, från kusten, eller genom någon form av artificiell intelligens. Regulatoriska utmaningar anses utgöra de största hindren för att kunna förverkliga autonoma lastfartyg.
Bland vissa inom branschen ses autonoma lastfartyg som nästa logiska steg, som en del i en övergripande trend mot automatisering och förenkling av det arbete som utförs på lastfartyg. Oskar Levander, chef på Rolls-Royce avdelning för marin innovation sa 2016: "Detta kommer hända, det är bara en fråga om när. Teknologin för att skapa radiostyrda och autonoma skepp existerar (…) vi kommer se radiostyrda skepp användas innan årtiondets slut". Andra är mer skeptiska: VD:n för världens största logistikbolag Maersk, Søren Skou, sa 2018: "Jag ser inte att vi kommer tillåtas segla runt med 400 meter långa lastfartyg med en vikt på 200 000 ton utan människor ombord (…) jag tror inte att det kommer driva ytterligare effektivitet, inte under min tid".

## Definition
The Internationella sjöfartsorganisationen (en: IMO) har föreslagit en preliminär definition av autonoma lastfartyg: Maritime Autonomous Surface Ships (MASS), vilket definierar graderna av autonomi som ett autonomt lastfartyg kan anses operera under:
| Grad | Beskrivning |
| ---- | --- |
| 1    | Fartyg med automatiserade processer och beslutsstöd. Personal befinner sig ombord för att kontrollera system och funktioner. Vissa uppgifter kan vara automatiserade och ibland oövervakade, men med personal redo att ta kontroll. |
| 2    | Fjärrstyrda fartyg med personal ombord. Skeppet kontrolleras från annan plats. Personal är tillgänglig ombord för att ta kontroll över skeppets system och funktioner.                                                              |
| 3    | Fjärrstyrda fartyg utan personal ombord. Skeppet kontrolleras från annan plats. |
| 4    | Helt fjärrstyrt fartyg. Fartygets system är kapabelt att ta och genomföra beslut helt oberoende. |

## Potentiella fördelar och nackdelar
Enligt en studie utförd av Allianz 2018 uppskattas mellan 75 och 96% av maritima olyckor vara orsakade av den mänskliga faktorn, till exempel utmattning, felaktiga beslut, oaktsamhet eller bristande utbildning. Under 2018 orsakade den mänskliga faktorn 2 712 olyckor, med en uppskattad kostnad på 1,6 miljarder USD, cirka 17,5 miljarder SEK, mellan 2011 och 2016 med lastfartyg utgörande 56% av alla fartyg som förlorats under perioden. Att arbeta på däck uppskattas vara 5-16 gånger farligare än att jobba i hamn.
Enligt studier uppskattas kostnaden för personal ombord på ett skepp uppgå till cirka 150 000 USD årligen, med personalomkostnader utgörande cirka 20–30% av den totala kostnaden för ett lastfratygs resa. Autonoma lastfartyg kan däremot öka kostnader på land, i form av initiala investeringar och underhåll av driftcenter, sensorer, servrar och kommunikationsutrustning, såsom satelliter.
Eftersom systemen ombord är komplexa krävs underhåll, vilket kan kräva fler nivåer av redundans, genom att till exempel ha två motorsystem, eller genom att använda andra typer av motorer såsom elmotorer, som har färre rörliga delar än förbränningsmotorer.

## Helt eller delvis autonoma lastfartyg
- M/V Yara Birkeland